# Polnische Bank (Kartenspiel)

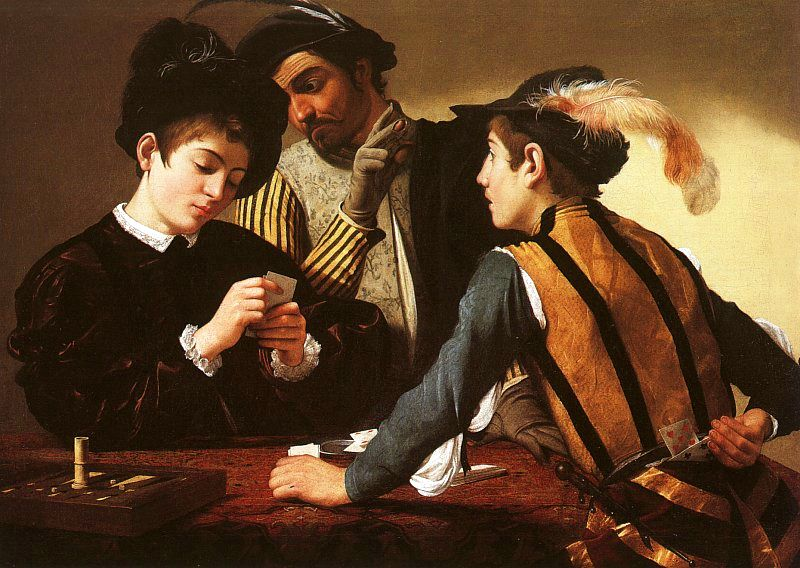
Michelangelo Merisi da Caravaggio: Die Falschspieler (Gemälde um 1594)

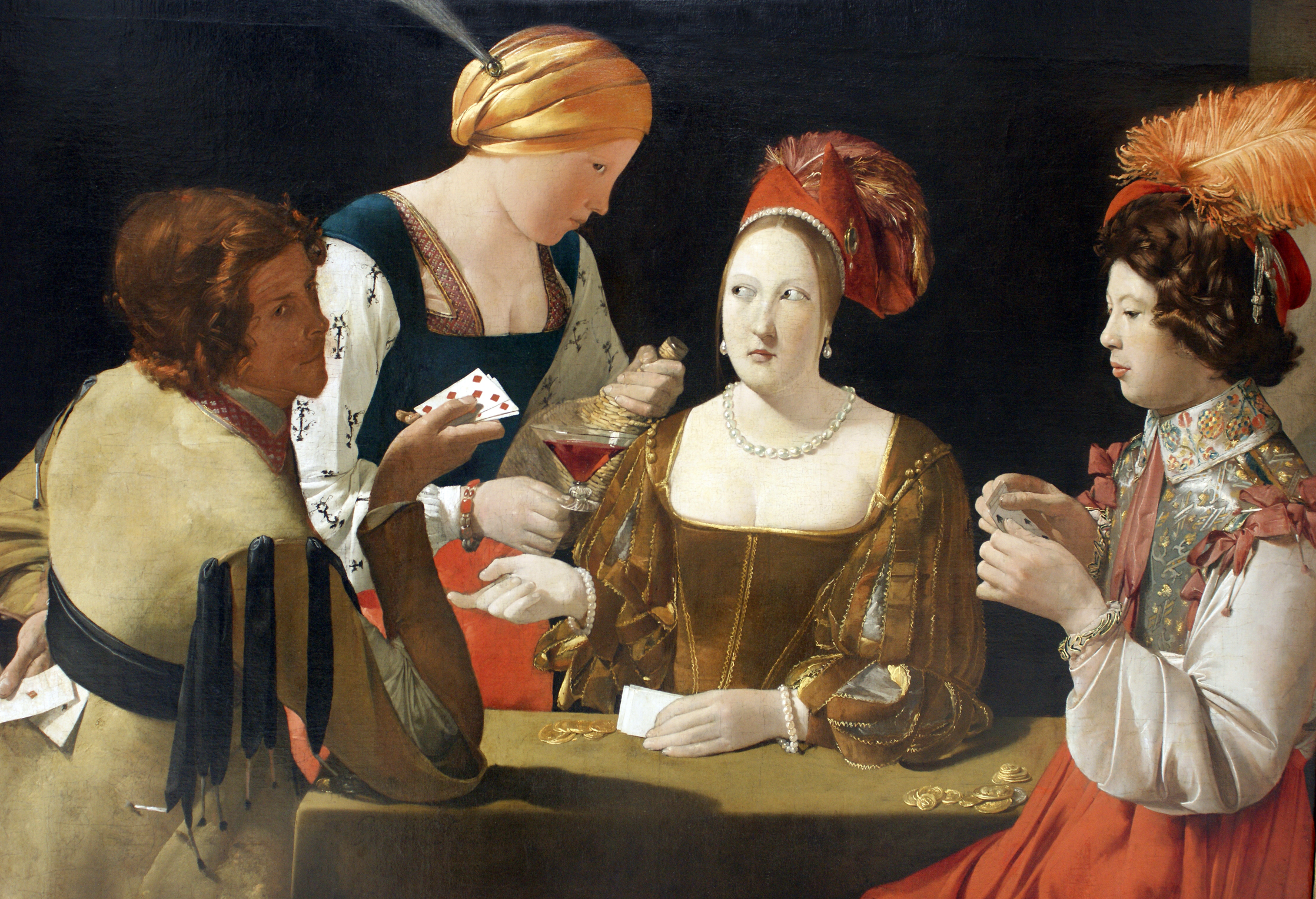
Georges de la Tour: Der Falschspieler mit dem Karo-Ass

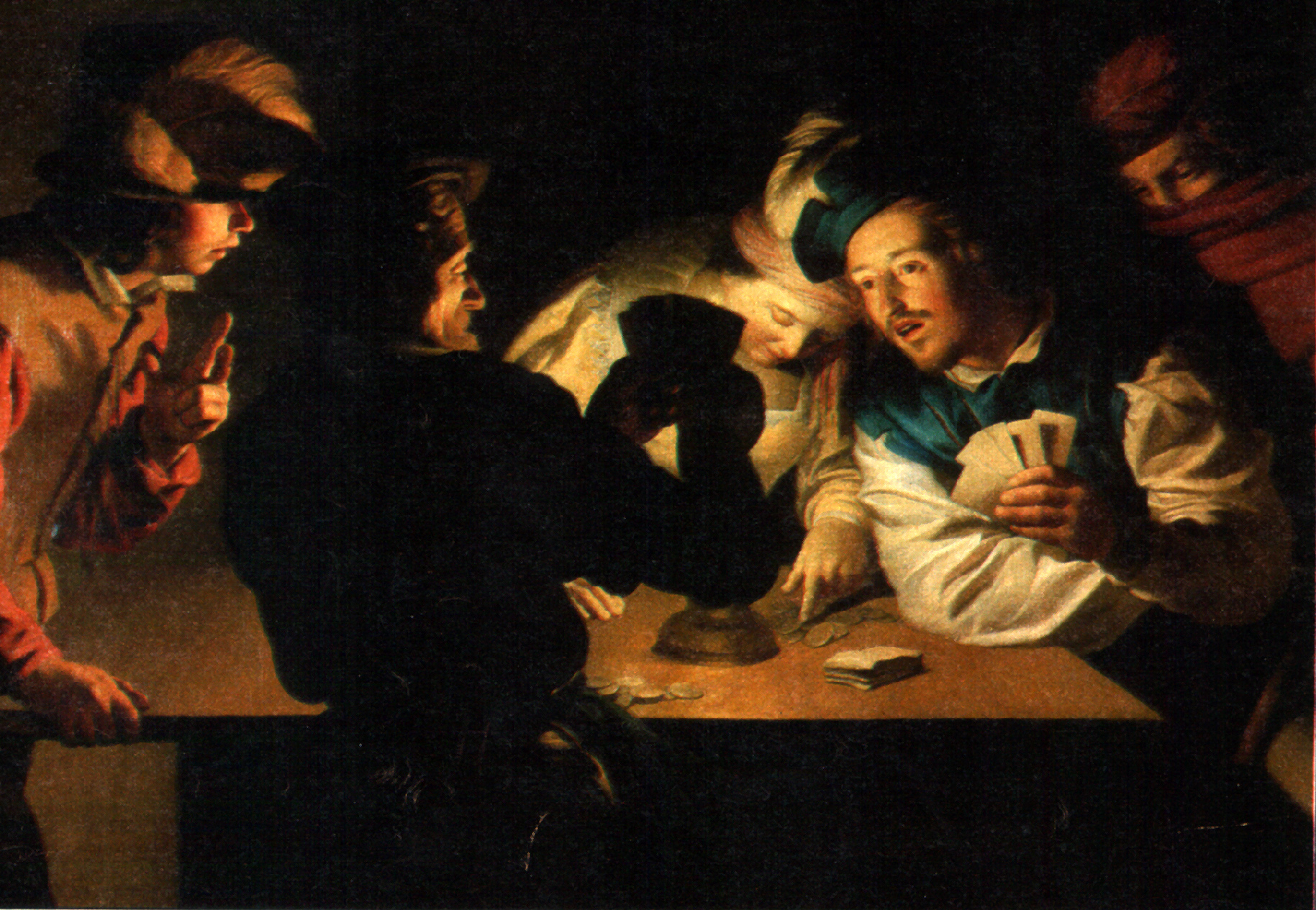
Gerrit van Honthorst: Die Falschspieler

Polnische Bank, Polski Pachuck, Grundehrlich, englisch: Polish Red Dog oder Stitch, ist ein dem Häufeln ähnliches Glücksspiel mit Karten (→ Mauscheln).

## Die Regeln
Gespielt wird mit einem Paket französischer Spielkarten zu 52 Blatt. Das Ass gilt als höchste Karte, die Zwei als die niedrigste.
Zu Beginn einer Partie legt der Bankhalter einen vereinbarten festen Betrag als Banksumme vor sich auf den Tisch. Die anderen Spieler setzen nun dagegen, dabei darf die Summe der Einsätze der Gegenspieler die Hälfte des in der Bank befindlichen Betrages nicht überschreiten.
Der Bankier mischt, lässt abheben und legt zunächst eine Karte offen vor sich auf den Tisch, die nächsten drei Karten gelten für die Gegenspieler: Können diese die Karte des Bankhalters stechen, d. h. befindet sich unter den drei Karten der Pointeure eine Karte von derselben Farbe und höherem Rang als die Bankkarte, so gewinnen die Gegenspieler im Verhältnis 2:1.
Können die Gegenspieler die Karte des Bankiers nicht stechen, so zieht der Bankhalter die Einsätze ein, womit sich die Banksumme erhöht. Der Bankhalter darf der Bank aber keine Gewinne entnehmen, es sei denn, er gibt die Bank ab.
Wird die Bank gesprengt, d. h. befindet sich kein Geld mehr in der Bank, so muss der Bankhalter die Bank abgegeben, und der Spieler zu seiner Linken wird nächster Bankier.
Beträgt die Banksumme nach einem Spiel zumindest das Dreifache der ursprünglichen Einlage, so darf der Bankhalter noch für eine letzte Stichrunde die Bank halten: Nach diesem Spiel muss der Bankier die Bank in jedem Fall an seinen linken Nachbarn abgeben. Ist die Bank nach dieser Runde nicht gesprengt, so gehört der in der Bank befindliche Betrag natürlich dem abgebenden Bankhalter.

## Gewinnwahrscheinlichkeit und Bankvorteil
Die Pointeure gewinnen mit einer Wahrscheinlichkeit von 30,38 %, der Bankier mit einer Wahrscheinlichkeit von 69,62 %. Aufgrund der Auszahlungsquote von 2:1 ergibt sich somit ein Bankvorteil von 8,85 %.
Wird anstelle des vollen Spiels ein Paket mit nur 32 Blatt verwendet, so beträgt die Gewinnwahrscheinlichkeit für die Pointeure 29,55 % und die des Bankiers 70,45 %; der Bankvorteil erhöht sich so auf 11,35 %.